# Даніель Дар'є
Даніе́ль Іво́н Марі Антуане́тта Дар'є́ (фр. Danielle Yvonne Marie Antoinette Darrieux (фр. вимова: [da.niɛl i.vɔn ma.ʁi ɑ̃.twa.nɛt daʁ.jø]); нар. 1 травня 1917, Бордо, Франція — 17 жовтня 2017, Буа-ле-Руа) — французька акторка театру та кіно, співачка. За свою 80-річну кінокар'єру, одну з найдовших в історії кінематографу, Даніель Дар'є знялася у понад 140 кінофільмах.

## Біографія
Народилась 1 травня 1917 року в Бордо, виросла в Парижі. Батько, військовий лікар, помер, коли Даніель було 7 років. Дар'є вчилася гри на віолончелі та піаніно в Паризькій консерваторії. У 14 років зіграла першу роль у музичному фільмі «Бал» режисера Вільгельма Тіле (1931).
У 1935 році Даніель Дар'є одркжилася з французьким письменником, сценаристом і режисером Анрі Декуеном, з яким познайомилася за рік до цього на зйомках фільму «Золото на вулиці». Згодом Дар'є неодноразово знімалася в комедіях і мелодрамах Декуена.
У 1936 році режисер Анатоль Літвак запросив акторку для участі у фільмі «Майєрлінг», де Дар'є зіграла Марію Вечеру у партнерстві з Шарлем Буає, що грав австрійського кронпринца Рудольфа. Фільм мав міжнародний успіх, після чого на Дар'є звернули увагу голлівудські режисери. У 1938 році вона підписала 7-річний контракт з «Universal» і виконала свою першу велику роль у голлівудському фільмі «Гнів Парижа» з Дугласом Фербенксом. Після цього фільму Дар'є знову повернулася до Парижа.
У 1947 році знялася в екранізації п'єси Віктора Гюго «Рюї Блаз» режисера П'єра Бійона за сценарієм Жана Кокто, де втілила королеву Іспанії разом з такими зірками французького театру і кіно, як Жан Маре і Марсель Ерран.
На початку 1950-х років Даніель Дар'є повернулася в Голлівуд, де з'явилася у стрічці «Багаті, молоді та красиві» (1951) і з успіхом зіграла в гостросюжетній драмі «5 пальців» (1951).
У 1952 році Анрі Декуен поставив фільм «Правда про крихітку Донж» за романом Жоржа Сіменона, в якому Даніель Дар'є уперше зіграла в парі із зіркою французького кіно Жаном Габеном.
Режисер Макс Офюльс запросив Дар'є для участі у кількох своїх фільмах, ролі в яких стали одними з найкращих у кінокар'єрі акторки: у фільмі «Карусель» (1950) Дар'є зіграла жінку з буржуазного середовища, яка не задоволена ані чоловіком, ні коханцем; у фільмі «Насолода» (1952) вона зіграла повію (у цьому фільмі знову грала з Жаном Габеном), і, нарешті, одну з найкращих ролей — світську левицю, що заплуталася в тенетах пристрастей, у фільмі «Мадам де...» (1953) з Шарлем Буає і Вітторіо де Сікою.
У 1954-му Даніель Дар'є втілила мадам Луїзу де Реналь в екранізації роману Стендаля «Червоне та чорне» у фільмі режисера Клода Отан-Лара в парі з Жераром Філіпом. За цю роль Дар'є у 1955 році була удостоєна призу за найкращу жіночу роль — Кришталева зірка (фр. L' Étoile de Cristal) — вищої національної кінонагороди Франції (аналог сучасного «Сезара», що прийшов на зміну у 1976 році).
У фільмі студії «United Artists» «Александр Великий» (1956) Дар'є втілила образ Олімпіади, матері Александра Македонського, де грала з голлівудськими зірками Річардом Бартоном і Клер Блум. Цей фільм став останнім у голлівудській кар'єрі Дар'є.
У 1959 році помітною роботою акторки стала роль у драмі «Марі-Октябрь» режисера Жульєна Дювів'є, де Дар'є грала з Бернаром Бліє і Ліно Вентурою. Знімалася також у фільмах таких режисерів, як Марсель Л'Ерб'є, Саша Гітрі, Крістіан-Жак, Марк Аллегре, Анрі Верней, Клод Шаброль, Жозе Даян та інших.
У 1960-70 роках Даніель Дар'є багато співала і виступала з концертами, а також знімалася в телефільмах і телесеріалах. У 1970 році Дар'є змінила Кетрін Гепберн у бродвейському мюзиклі «Коко», заснованому на біографії Коко Шанель, але п'єса, поставлена спеціально заради Гепберн, досить швидко зникла зі сцени.
У 2001 році акторка з'явилася в ролі бабусі в сатиричній чорній комедії Франсуа Озона «8 жінок», яка принесла їй «Срібного ведмедя» на Берлінському кінофестивалі й Премію Європейської кіноакадемії в номінації «Найкраща акторка», разом з іншими головними героїнями стрічки. У 1985 році за свій внесок у кінематограф Даніель Дар'є була удостоєна почесної премії «Сезар».
За свою 80-річну кінокар'єру Даніель Дар'є знялася у понад 140 кінофільмах. Її кінокар'єра є однією з найдовших в історії кінематографу. Даніель Дар'є була однією з останніх живих легендарних акторок у світі кіно. Акторка до останнього часу вела активний спосіб життя, продовжувала творчу діяльність і знімалась у кіно: наприклад, у 2012 році вона знялася у кінофільмі «Ще один круассан».

## Особисте життя
Після розлучення у 1941 році з Анрі Декуеном, з яким зберігала хороші стосунки до його смерті в 1969 році, Дар'є в 1942 році одружилася з домініканським дипломатом Порфіріо Рубіроза, з яким розлучилася у 1947 році. У 1948 році пошлюбила сценариста Джорджа Мітсінкідеса, з яким прожила у шлюбі до його смерті в 1991 році.

## Визнання
| Рік                                   | Категорія                      | Фільм                          | Результат |
| ------------------------------------- | ------------------------------ | ------------------------------ | --------- |
| Премія «Перемоги французького кіно»   |                                |                                |           |
| 1955                                  | Найкраща акторка               | Найкраща акторка               | Перемога  |
| 1958                                  | Найкраща акторка               | Найкраща акторка               | Перемога  |
| Кришталева зірка                      |                                |                                |           |
| 1955                                  | Найкраща акторка               | Червоне та чорне               | Перемога  |
| Премія Сезар                          |                                |                                |           |
| 1983                                  | Найкраща акторка другого плану | Кімната в місті                | Номінація |
| 1985                                  | Почесний «Сезар»               | Почесний «Сезар»               | Перемога  |
| 1987                                  | Найкраща акторка другого плану | Місце злочину                  | Номінація |
| 2003                                  | Найкраща акторка другого плану | 8 жінок                        | Номінація |
| Премія «Мольєр»                       |                                |                                |           |
| 1997                                  | Почесна нагорода               | Почесна нагорода               | Перемога  |
| 2003                                  | Найкраща акторка               | за виставу Оскар і Рожева Дама | Перемога  |
| Берлінський міжнародний кінофестиваль |                                |                                |           |
| 2002                                  | Найкращий акторський ансамбль  | 8 жінок                        | Перемога  |
| Приз Європейської кіноакадемії        |                                |                                |           |
| 2005                                  | Найкращі європейські акторки   | 8 жінок                        | Перемога  |
| Премія «Люм'єр»                       |                                |                                |           |
| 2007                                  | Найкраща акторка               | Новий шанс                     | Номінація |
| Кришталевий глобус                    |                                |                                |           |
| 2010                                  | Почесний «Кришталевий глобус»  | Почесний «Кришталевий глобус»  | Перемога  |